# Indianola (condado de Delaware)
Indianola es un lugar designado por el censo ubicado en el condado de Delaware en el estado estadounidense de Oklahoma. En el Censo de 2010 tenía una población de 48 habitantes y una densidad poblacional de 33,89 personas por km².

## Geografía
Indianola se encuentra ubicado en las coordenadas 36°26′40″N 94°40′29″O / 36.44444, -94.67472. Según la Oficina del Censo de los Estados Unidos, Indianola tiene una superficie total de 2.28 km², de la cual 2.28 km² corresponden a tierra firme y (0%) 0 km² es agua.

## Demografía
Según el censo de 2010, había 48 personas residiendo en Indianola. La densidad de población era de 33,89 hab./km². De los 48 habitantes, Indianola estaba compuesto por el 70.83% blancos, el 0% eran afroamericanos, el 16.67% eran amerindios, el 0% eran asiáticos, el 0% eran isleños del Pacífico, el 0% eran de otras razas y el 12.5% pertenecían a dos o más razas. Del total de la población el 0% eran hispanos o latinos de cualquier raza.